# PTT Pattaya Open 2013
Il PTT Pattaya Open 2013 è stato un torneo femminile di tennis giocato sul cemento. È stata la 22ª edizione del PTT Pattaya Open (formalmente conosciuto come Pattaya Women's Open) che fa parte della categoria International nell'ambito del WTA Tour 2013. Si è giocato al Dusit Thani Hotel di Pattaya in Thailandia dal 27 gennaio al 3 febbraio 2013.

## Partecipanti

### Teste di serie
| Nazionalità   | Giocatrice         | Ranking* | Testa di serie |
| ------------- | ------------------ | -------- | -------------- |
| Serbia        | Ana Ivanović       | 13       | 1              |
| Russia        | Marija Kirilenko   | 15       | 2              |
| Taipei cinese | Hsieh Su-wei       | 27       | 3              |
| Romania       | Sorana Cîrstea     | 29       | 4              |
| Germania      | Sabine Lisicki     | 36       | 5              |
| Slovacchia    | Daniela Hantuchová | 44       | 6              |
| Russia        | Elena Vesnina      | 47       | 7              |
| Regno Unito   | Heather Watson     | 50       | 8              |

* Ranking al 14 gennaio 2013.

### Altre partecipanti
Giocatrici che hanno ricevuto una Wild card:
- Daniela Hantuchová
- Luksika Kumkhum
- Varatchaya Wongteanchai

Giocatrici passate dalle qualificazioni:

## Campionesse

### Singolare
Marija Kirilenko ha sconfitto in finale  Sabine Lisicki per 5-7, 6-1, 7-6(1).

### Doppio
Kimiko Date-Krumm /  Casey Dellacqua hanno sconfitto in finale  Akgul Amanmuradova /  Aleksandra Panova per 6-3, 6-2.